# Geneviève Gaillard
Pour les articles homonymes, voir Gaillard.
Geneviève Gaillard, née le 13 mai 1947 à Niort (Deux-Sèvres), est une vétérinaire et femme politique française, membre du Parti socialiste. Elle est députée des Deux-Sèvres de 1997 à 2017 et maire de Niort de 2008 à 2014.

## Biographie
Fille de René Gaillard (1918-1985), maire de Niort et député (PS) des Deux-Sèvres, elle est diplômée de l'École nationale vétérinaire de Toulouse en 1974. Elle a également obtenu un Diplôme d'études approfondies (DEA) en écologie microbienne, passé à Lyon en 1983. Sa carrière professionnelle l'a menée successivement au laboratoire de pathologie aviaire de Saint-Brieuc, au laboratoire national des médicaments vétérinaires de Fougères, puis à Niort, dans les laboratoires de l'Agence française de sécurité sanitaire des aliments (Afssa).
Membre du PS, elle est conseillère municipale (1989-1995), puis adjointe au maire de Niort, et conseillère générale des Deux-Sèvres (1992-1998). Elle est élue députée dans la 1re circonscription des Deux-Sèvres pour la XIe législature (1997-2002) où elle bat le député UDF sortant Jacques Brossard, ramenant dans le camp socialiste le siège que la gauche avait perdue en 1993, lorsque le maire de Chauray avait battu Bernard Bellec, maire PS de Niort, avec 60 % des suffrages.
En 2000, elle est candidate pour avoir l'investiture socialiste pour les municipales de 2001 à Niort mais elle est écartée par les militants qui lui préfèrent le maire sortant Bernard Bellec.
Elle est ensuite réélue députée en 2002 et en 2007.
En 2004, elle siège dans la commission Coppens, chargée de rédiger la Charte de l'environnement, loi constitutionnelle promulguée en 2005.
En 2007, elle est élue vice-présidente du groupe socialiste de l'Assemblée nationale, chargée de l'environnement et de l'économie sociale.
Le 29 septembre 2007, elle est désignée par les militants socialistes de Niort pour être leur tête de liste lors des élections municipales de mars 2008, aux dépens du maire sortant (PS), Alain Baudin, aussi candidat à l'investiture de son parti. Sa désignation est confirmée par le bureau national du PS réuni le 15 décembre suivant.
Lors du 2e tour des élections municipales le 16 mars 2008, sa liste obtient 50,91 % des voix aux dépens de la liste du maire sortant Alain Baudin (27,28 %) et de la liste de Marc Thébault (21,81 %). Elle est élue maire de Niort à l'occasion du premier conseil municipal de la nouvelle majorité le 21 mars.
Elle est membre du groupe d'études sur le problème du Tibet de Assemblée nationale.
Dans le Grenelle de l'environnement, elle a coordonné en 2011 pour la commission du développement durable de l'Assemblée nationale un rapport adopté le 6 avril intitulé « pour une politique audacieuse et intégrée de conservation et de reconquête de la biodiversité », avec plusieurs propositions innovantes telles que la création de servitudes écologiques, une meilleure reconnaissance du rôle des collectivités et un objectif de baisse progressive puis de gel de l'artificialisation des sols. Ce travail visait à faire un point sur les moyens d'observer, restaurer et gérer la biodiversité, en tenant compte du constat d'échec dressé par l'ONU, la France et l'Europe des politiques existantes visant à enrayer l'érosion de la biodiversité. Le rapport fait des propositions sur la gouvernance et la réglementation ; l'aménagement du territoire ; restructuration de la recherche scientifique, de la collecte et du partage des connaissances en évoquant les enjeux, contraintes et limites économiques propres à ce domaine.
Le 17 juin 2012, elle est réélue une quatrième fois députée de la première circonscription des Deux-Sèvres avec 56,20 % des voix face à Jérôme Baloge, candidat du Parti radical valoisien (43,80 % des voix).
À la suite du décès d'Alain Mathieu, elle est élue présidente de la communauté d'agglomération de Niort le 2 juillet 2012. Elle cède la présidence à Pascal Duforestel, élu lors du conseil communautaire du 24 janvier 2014.
Le 23 mars 2014, elle est battue lors du premier tour des élections municipales à Niort en obtenant 20,35 % des voix contre son adversaire radical valoisien Jérôme Baloge qui obtient plus de 54 % des voix.

## Prises de position
Membre de plusieurs associations qui militent pour que la gauche se convertisse aux thèses écologistes (association Respire) elle se fait remarquer pour ses positions marquées en faveur d'une nouvelle forme de système économique, respectueux de l'environnement.
Opposante au traité constitutionnel lors du référendum du 29 mai 2005, elle est l'une des signataires de l'appel publié le 5 novembre 2007 dans Libération intitulé « Pourquoi les nonistes du PS votent oui au nouveau traité ». Elle est ainsi favorable à ce que le PS vote oui à la ratification du traité de Lisbonne se substituant à la constitution européenne défunte, tout en réclamant un référendum.
Elle signe aussi l'appel que lance en décembre 2007 Pierre Larrouturou (qui a quitté le PS en 2009 et a depuis fondé un nouveau parti, Nouvelle Donne, lancé en novembre 2013), demandant aux dirigeants du PS « de se mettre au travail, dès le début 2008, avec tous ceux qui veulent construire une Nouvelle Donne » afin de construire un projet d'alternative politique.
En 2012, elle soutient publiquement le chef Raoni dans son combat contre le barrage de Belo Monte et le reçoit notamment à Niort le 5 décembre 2012 dans le cadre de la tournée européenne de ce dernier.
Elle se montre virulente à l’égard des seuils des moulins et a qualifié le mécontentement engendré par la politique actuelle de l’eau de « fronde des moulins »[réf. nécessaire].

### Mandats
- 1989-1995 : Conseillère municipale de Niort
- 29/03/1992 - 23/03/1998 : Membre du conseil général des Deux-Sèvres
- 25/06/1995 - 18/03/2001 : Adjointe au maire de Niort (Deux-Sèvres), chargée de l’environnement et du cadre de vie
- 01/06/1997 - 20/06/2017 : Députée des Deux-Sèvres
- 16/03/2008 - 23/03/2014 : Maire de Niort
- 02/07/2012 - 24/01/2014 : Présidente de la communauté d'agglomération de Niort

### Publications
- Du zonage au contrat : une stratégie pour l'avenir. Rapport au Premier ministre, en collaboration avec Philippe Duron, Paris, La Documentation française, collection des rapports officiels, 2002. ISSN 0981-3764
- Commerce et trafic des chiens et des chats, des êtres sensibles, objets d'un marché à moraliser. Rapport d'information sur l'identification des chiens et des chats, leur commercialisation et l'approvisionnement des centres d'expérimentation, Assemblée nationale, XIe législature, Commission de la production et des échanges, collection Les documents d'information de l'Assemblée nationale, 11-2002. ISSN 1240-831X